# ستيوارت كروفورد
ستيوارت كروفورد (بالإنجليزية: Stuart Crawford)‏ هو لاعب إسكواش بريطاني، ولد في 13 فبراير 1981 في Irvine, North Ayrshire ‏ في المملكة المتحدة.

## وصلات خارجية
- ستيوارت كروفورد على موقع SquashInfo.com (الإنجليزية)
- ستيوارت كروفورد على موقع اتحاد ألعاب الكومنولث (مؤرشف) (الإنجليزية)